# Llista de monuments de Borredà
Llista de monuments de Borredà inclosos en l'Inventari del Patrimoni Arquitectònic de Catalunya per al municipi de Borredà (Berguedà). Inclou els inscrits en el Registre de Béns Culturals d'Interès Nacional (BCIN) classificats com a monuments històrics, els béns culturals d'interès local (BCIL) de caràcter immoble i la resta de béns arquitectònics integrants del patrimoni cultural català.
| Monument                                                            | Protecció     | Estil/època                | Localització                                                                                    | Coordenades                                          | Codi?         | Imatge |
| ------------------------------------------------------------------- | ------------- | -------------------------- | ----------------------------------------------------------------------------------------------- | ---------------------------------------------------- | ------------- | --- |
| Església de Sant Sadurní de Rotgers                                 | BCIN 83-MH-EN | Romànic XI-XII             | Borredà                                                                                         | 42° 09′ 19″ N, 1° 58′ 21″ E / 42.155224°N,1.972625°E | RI-51-0005081 | Església de Sant Sadurní de Rotgers (Borredà) · Vegeu més fotos d'aquest monument · Carregueu una nova foto d'aquest monument     |
| Plaça de l'Ajuntament                                               |               | Obra popular XVIII         | Borredà Pl. Ajuntament                                                                          | 42° 08′ 08″ N, 1° 59′ 39″ E / 42.135635°N,1.994087°E | IPA-3086      | Plaça de l'Ajuntament (Borredà) · Vegeu més fotos d'aquest monument · Carregueu una nova foto d'aquest monument                   |
| Carrer de Berga                                                     |               | Obra popular XVIII         | Borredà C. Berga                                                                                | 42° 08′ 07″ N, 1° 59′ 37″ E / 42.135360°N,1.993536°E | IPA-3087      | Carregueu una nova foto d'aquest monument                                                                                         |
| Carrer de la Font                                                   |               | Obra popular XVIII         | Borredà C. de la Font                                                                           | 42° 08′ 11″ N, 1° 59′ 44″ E / 42.136374°N,1.995526°E | IPA-3089      | Carregueu una nova foto d'aquest monument                                                                                         |
| Camí de Frontanyà                                                   |               | Obra popular XVI           | Borredà Camí de Frontanyà                                                                       | 42° 08′ 11″ N, 1° 59′ 40″ E / 42.136301°N,1.994528°E | IPA-3090      | Camí de Frontanyà (Borredà) · Vegeu més fotos d'aquest monument · Carregueu una nova foto d'aquest monument                       |
| Església parroquial de Santa Maria                                  |               | Barroc, romànic XI, XVIII  | Borredà Pl. Ajuntament                                                                          | 42° 08′ 08″ N, 1° 59′ 39″ E / 42.135427°N,1.994042°E | IPA-3091      | Església parroquial de Santa Maria (Borredà) · Vegeu més fotos d'aquest monument · Carregueu una nova foto d'aquest monument      |
| Església de Sant Martí de Boatella                                  |               | Romànic, barroc XII, XVII  | Borredà Ctra. Borredà a Alpens, km 23,5, pista a mà esquerra                                    | 42° 06′ 56″ N, 2° 02′ 03″ E / 42.115437°N,2.03424°E  | IPA-3094      | Carregueu una nova foto d'aquest monument                                                                                         |
| Casa la Boatella                                                    |               | Obra popular XVII          | Borredà Ctra. Borredà a Alpens, km 23,5, pista a mà esquerra                                    | 42° 06′ 49″ N, 2° 01′ 58″ E / 42.113524°N,2.032781°E | IPA-3095      | Carregueu una nova foto d'aquest monument                                                                                         |
| Molí de Boatella                                                    |               | Obra popular XVII          | Borredà Prop de la masia de Boatella i al peu de la riera de Merlés                             | 42° 06′ 32″ N, 2° 01′ 49″ E / 42.108901°N,2.030311°E | IPA-3097      | Carregueu una nova foto d'aquest monument                                                                                         |
| Església de Sant Esteve de Comià, o Església de Roma                |               | Romànic, barroc XI, XVII   | Borredà Ctra. Borredà-Alpens, km 22,5, pista a Boatella                                         | 42° 07′ 51″ N, 2° 02′ 56″ E / 42.130833°N,2.048791°E | IPA-3098      | Carregueu una nova foto d'aquest monument                                                                                         |
| El Soler de Comià                                                   |               | Obra popular XVII          | Borredà Des del cobert de Puigcercós en direcció a Alpens, pista a dreta                        | 42° 07′ 58″ N, 2° 03′ 04″ E / 42.132653°N,2.051136°E | IPA-3099      | Carregueu una nova foto d'aquest monument                                                                                         |
| Pont de Roma                                                        |               | Gòtic XIV                  | Borredà Sobre la riera de Merlès, Comià                                                         | 42° 07′ 18″ N, 2° 02′ 41″ E / 42.121604°N,2.044840°E | IPA-3100      | Carregueu una nova foto d'aquest monument                                                                                         |
| Casa del Pont de Roma                                               |               | Obra popular XVIII         | Borredà Riera de Merlès                                                                         | 42° 07′ 21″ N, 2° 02′ 43″ E / 42.122582°N,2.045414°E | IPA-3101      | Carregueu una nova foto d'aquest monument                                                                                         |
| Resclosa del Pont de Roma                                           |               | Obra popular Medieval      | Borredà Riera de Merlès                                                                         |                                                      | IPA-3102      | Carregueu una nova foto d'aquest monument                                                                                         |
| Església de Sant Benet de Casamitjana o de Sant Benet de Vila Plana |               | Romànic, obra popular XII  | Borredà Ctra. Vilada-Borredà, km 30, camí a mà dreta                                            | 42° 06′ 38″ N, 1° 59′ 48″ E / 42.110584°N,1.996709°E | IPA-3103      | Carregueu una nova foto d'aquest monument                                                                                         |
| Santuari de la Mare de Déu de Salselles                             |               | Barroc XVII                | Borredà Sector de la riera de Merlés                                                            | 42° 05′ 46″ N, 2° 01′ 44″ E / 42.095983°N,2.028961°E | IPA-3104      | Santuari de la Mare de Déu de Salselles (Borredà) · Vegeu més fotos d'aquest monument · Carregueu una nova foto d'aquest monument |
| Mas Campalans                                                       |               | Obra popular XVII          | Borredà Ctra. Borredà - St. Jaume de Frontanyà, km 2, pista a la dreta                          | 42° 08′ 49″ N, 2° 00′ 01″ E / 42.146820°N,2.000252°E | IPA-3105      | Carregueu una nova foto d'aquest monument                                                                                         |
| Molí de Campalans                                                   |               | Obra popular XVIII         | Borredà Passat el pont de la ctra. de les Llosses, trencall esquerra, riera de Margançol        | 42° 08′ 41″ N, 2° 00′ 04″ E / 42.144594°N,2.001122°E | IPA-3106      | Carregueu una nova foto d'aquest monument                                                                                         |
| Masia Subirà o Sobirà                                               |               | Obra popular XVII          | Borredà Ctra. d'Alpens, km 29,5; pista a mà esquerra junt a un pont                             | 42° 08′ 43″ N, 2° 00′ 32″ E / 42.145194°N,2.008967°E | IPA-3107      | Carregueu una nova foto d'aquest monument                                                                                         |
| Molí del Sobirà                                                     |               | Obra popular XVIII         | Borredà Travessant el pont de la ctra. de les Llosses, trencall mà esquerra, riera de Margançol | 42° 08′ 31″ N, 2° 00′ 00″ E / 42.141865°N,2.000015°E | IPA-3108      | Carregueu una nova foto d'aquest monument                                                                                         |
| Casa de Puigcercós                                                  |               | Obra popular XVII          | Borredà Ctra. Borredà-Alpens, km 24, pista a mà esquerra, 1 km                                  | 42° 08′ 11″ N, 2° 02′ 50″ E / 42.136277°N,2.047125°E | IPA-3109      | Carregueu una nova foto d'aquest monument                                                                                         |
| Molí de Danyans                                                     |               | Obra popular XVIII         | Borredà Riera de Merlés                                                                         | 42° 08′ 24″ N, 2° 03′ 12″ E / 42.139957°N,2.053314°E | IPA-3171      | Carregueu una nova foto d'aquest monument                                                                                         |
| Mas Camprubí                                                        |               | Obra popular XVII          | Borredà Direcció Castell de l'Areny, pista a mà dreta                                           | 42° 08′ 11″ N, 1° 59′ 48″ E / 42.136351°N,1.996726°E | IPA-3172      | Carregueu una nova foto d'aquest monument                                                                                         |
| Masia els Torrents                                                  |               | Obra popular XVII          | Borredà Des del barri de Ribera a Castell de l'Areny, camí a Rotgers                            | 42° 09′ 36″ N, 1° 57′ 39″ E / 42.159987°N,1.960728°E | IPA-3173      | Carregueu una nova foto d'aquest monument                                                                                         |
| Mas Casadesús o Casadejús                                           |               | Obra popular XVII          | Borredà Ctra. de Borredà a Sant Jaume de Frontanyà                                              | 42° 09′ 21″ N, 1° 59′ 49″ E / 42.155816°N,1.996961°E | IPA-3174      | Carregueu una nova foto d'aquest monument                                                                                         |
| Mas la Llosada                                                      |               | Obra popular XVII          | Borredà Des de Borredà, pista a la Llosada                                                      | 42° 08′ 15″ N, 1° 59′ 37″ E / 42.137405°N,1.993672°E | IPA-3175      | Carregueu una nova foto d'aquest monument                                                                                         |
| Mas el Coll                                                         |               | Obra popular XVIII         | Borredà Ctra. de les Llosses, km 1,5                                                            | 42° 08′ 36″ N, 2° 01′ 12″ E / 42.143217°N,2.02001°E  | IPA-3176      | Carregueu una nova foto d'aquest monument                                                                                         |
| Mas Capdevila                                                       |               | Obra popular XVI, XVIII    | Borredà Ctra. Vilada-Borredà, km 36, pista a l'esquerra cap al Pati                             | 42° 08′ 21″ N, 1° 58′ 04″ E / 42.139165°N,1.9677°E   | IPA-3177      | Carregueu una nova foto d'aquest monument                                                                                         |
| Mas Canemars                                                        |               | Obra popular XVIII         | Borredà Ctra. Berga-Borredà, km 32,2; pista a mà esquerra                                       | 42° 07′ 53″ N, 1° 58′ 23″ E / 42.131260°N,1.973043°E | IPA-3178      | Carregueu una nova foto d'aquest monument                                                                                         |
| Molí de Canemars                                                    |               | Obra popular XVII          | Borredà Límit de Borredà amb Vilada, pista al Mas Canemars                                      | 42° 07′ 52″ N, 1° 58′ 28″ E / 42.13102°N,1.974366°E  | IPA-3179      | Carregueu una nova foto d'aquest monument                                                                                         |
| Cal Manso                                                           |               | Obra popular XVII          | Borredà Camí de Borredà a Coll d'en Bas                                                         | 42° 08′ 01″ N, 1° 59′ 02″ E / 42.133474°N,1.983897°E | IPA-3180      | Carregueu una nova foto d'aquest monument                                                                                         |
| Mas Graugés                                                         |               | Obra popular XVIII         | Borredà Camí de Borredà al Coll d'en Bas                                                        | 42° 08′ 14″ N, 1° 59′ 11″ E / 42.137124°N,1.986259°E | IPA-3181      | Carregueu una nova foto d'aquest monument                                                                                         |
| Can Font                                                            |               | Obra popular XVI, XIX      | Borredà C. de Frontanyà, 3                                                                      | 42° 08′ 10″ N, 1° 59′ 40″ E / 42.136214°N,1.994429°E | IPA-3182      | Can Font (Borredà) · Vegeu més fotos d'aquest monument · Carregueu una nova foto d'aquest monument                                |
| Ajuntament                                                          |               | Obra popular XVII          | Borredà Pl. Ajuntament                                                                          | 42° 08′ 09″ N, 1° 59′ 38″ E / 42.135751°N,1.993989°E | IPA-3183      | Carregueu una nova foto d'aquest monument                                                                                         |
| Cal Benet                                                           |               | Obra popular XVII          | Borredà Pl. Ajuntament, 2                                                                       | 42° 08′ 08″ N, 1° 59′ 38″ E / 42.135614°N,1.993809°E | IPA-3184      | Carregueu una nova foto d'aquest monument                                                                                         |
| Can Campalans                                                       |               | Barroc, obra popular XVIII | Borredà C. de la Font, 18                                                                       | 42° 08′ 11″ N, 1° 59′ 44″ E / 42.136313°N,1.995432°E | IPA-3186      | Carregueu una nova foto d'aquest monument                                                                                         |
| Cal Vilardell                                                       |               | Barroc, obra popular XVIII | Borredà C. de l'Església - c. Manresa                                                           | 42° 08′ 07″ N, 1° 59′ 39″ E / 42.135265°N,1.994174°E | IPA-3187      | Carregueu una nova foto d'aquest monument                                                                                         |
| Mas la Riera                                                        |               | Barroc, obra popular XVIII | Borredà Riera de Merlés, prop de la masia de Boatella                                           | 42° 06′ 43″ N, 2° 01′ 34″ E / 42.111973°N,2.026177°E | IPA-3189      | Carregueu una nova foto d'aquest monument                                                                                         |
| Rectoria                                                            |               | Obra popular XVII          | Borredà C. Manresa, 7                                                                           | 42° 08′ 07″ N, 1° 59′ 40″ E / 42.135234°N,1.994553°E | IPA-3190      | Carregueu una nova foto d'aquest monument                                                                                         |
| Antic hospital o Casa de les Dominiques                             |               | Obra popular XVIII         | Borredà C. Frontanyà, 2                                                                         | 42° 08′ 10″ N, 1° 59′ 39″ E / 42.136131°N,1.994176°E | IPA-3191      | Carregueu una nova foto d'aquest monument                                                                                         |
| Cal Cirera                                                          |               | Obra popular XVIII         | Borredà Placeta, pl. del Pedró                                                                  | 42° 08′ 10″ N, 1° 59′ 42″ E / 42.136129°N,1.994987°E | IPA-3192      | Carregueu una nova foto d'aquest monument                                                                                         |
| Molí de Cirera                                                      |               | Obra popular XVIII, XX     | Borredà Des del poble, trencall a la ribera del Mergançol                                       | 42° 07′ 54″ N, 1° 59′ 46″ E / 42.131644°N,1.996014°E | IPA-3193      | Carregueu una nova foto d'aquest monument                                                                                         |
| Pont de Sant Joan                                                   |               | Obra popular XVII          | Borredà Sobre el riu Mergançol                                                                  | 42° 07′ 45″ N, 1° 59′ 39″ E / 42.129278°N,1.994285°E | IPA-3194      | Carregueu una nova foto d'aquest monument                                                                                         |
| Pont del Molí d'en Font                                             |               | Obra popular XVIII         | Borredà Baga de Querol, al peu de la riera del Mergançol                                        | 42° 07′ 44″ N, 1° 58′ 37″ E / 42.128755°N,1.976858°E | IPA-3195      | Carregueu una nova foto d'aquest monument                                                                                         |
| Molí del Xic o de Dalt                                              |               | Obra popular XVIII         | Borredà Riera del Mergançol                                                                     | 42° 08′ 11″ N, 1° 59′ 59″ E / 42.136520°N,1.999591°E | IPA-3196      | Carregueu una nova foto d'aquest monument                                                                                         |
| Molí de Vilartimó                                                   |               | Obra popular XVII          | Borredà Riera de Merlès                                                                         | 42° 05′ 17″ N, 2° 00′ 26″ E / 42.087934°N,2.007174°E | IPA-3197      | Carregueu una nova foto d'aquest monument                                                                                         |
| El Camp de Salselles                                                |               | Obra popular XVII          | Borredà Pista forestal de la riera de Merlès, camí a Salselles                                  | 42° 05′ 35″ N, 2° 00′ 31″ E / 42.093009°N,2.008703°E | IPA-3198      | Carregueu una nova foto d'aquest monument                                                                                         |
| Resclosa del Camp de Salselles                                      |               | Obra popular               | Borredà Riera de Merlès                                                                         | 42° 05′ 28″ N, 2° 00′ 29″ E / 42.091078°N,2.008000°E | IPA-3199      | Carregueu una nova foto d'aquest monument                                                                                         |
| Resclosa de les Goles de la Masada                                  |               | Obra popular               | Borredà Al peu de la riera de Merlès                                                            | 42° 06′ 04″ N, 2° 00′ 22″ E / 42.101238°N,2.006103°E | IPA-3200      | Carregueu una nova foto d'aquest monument                                                                                         |
| Mare de Déu de la Mercè de Cirera                                   |               | Obra popular               | Borredà Sant Sadurní de Rotgers, lloc de Cirera                                                 | 42° 09′ 16″ N, 1° 59′ 03″ E / 42.154541°N,1.984069°E | IPA-39680     | Capella de la Mercè (Borredà) · Vegeu més fotos d'aquest monument · Carregueu una nova foto d'aquest monument                     |
| Molí del Font                                                       |               | Obra popular               | Borredà                                                                                         |                                                      | IPA-41487     | Carregueu una nova foto d'aquest monument                                                                                         |
| Molí del Tisó o del Garrós                                          |               | Obra popular               | Borredà                                                                                         | 42° 14′ 48″ N, 2° 05′ 12″ E / 42.246762°N,2.086542°E | IPA-41488     | Carregueu una nova foto d'aquest monument                                                                                         |